# Сотуде, Насрин
Насрин Сотуде (перс. نسرین ستوده‎, род. 30 мая 1963 года в Тегеране, Иран) — адвокат, известная защитница прав человека в Иране. Представляла интересы заключённых активистов и политиков, заключённых после волнений, последовавших за президентскими выборами 2009 года, а также приговорённых к смертной казни, совершивших свои преступления, будучи несовершеннолетними.
Сотуде была арестована в сентябре 2010 года по обвинению в антигосударственной пропаганде и заговоре против безопасности государства и была заключена в тюрьму Эвин в одиночную камеру. В январе 2011 года иранские власти приговорили Сотуде к 11 годам лишения свободы а также наложили запрет на юридическую практику и выезд из страны в течение 20 лет.
В октябре 2012 года она (вместе с режиссёром Джафаром Панахи) стала лауреатом премии имени Сахарова.
Из-за отсутствия Насрин Сотуде её премия была вручена Ширин Эбади.
В июне 2018 года последовал новый арест. Официальная причина — защищала женщин снявших платки в знак протеста против обязательного ношения хиджаба.
Приговорена к пяти годам тюрьмы за шпионаж. Насрин вину не признает.
В 2018 году, по подсчетам Amnesty International, более 110 правозащитниц приговорены к тюремному заключению или находятся в заключении.
«Суровость приговоров возросла еще до того, как вынесли приговор против Насрин Сотуде», — отметил Филип Лютер.
Специальный докладчик ООН по правам человека в Иране Джавид Рехман заявил, что новый приговор Сотуде его шокировал. Рехман осудил недавнее назначение главой судебной системы богослова Ибрахима Раиси — правозащитники считают его причастным к массовым казням тысяч политзаключенных в стране в 80-е годы.